# Petty Cats
Petty Cats war eine ostdeutsche Rock-’n’-Roll- und Popband. Sie wurde 1984 gegründet. 

## Bandgeschichte
Die Band entstand aus der Formation „Dann und Wann“, die Rockabilly und Rock ’n’ Roll amerikanischer Vorbilder spielten. Der Wunsch, mehr eigene Musik einzubringen und mehr Showelemente zu verwirklichen, führte zur Gründung der Petty Cats.
Die Musiker Thomas Jarmatz (Schlagzeug), Hans-Peter Lange (Gitarre, Gesang) und Carl-Peter Görs (Bassgitarre, Gesang) sowie die Sängerin Sybille Strauss versuchten eine Symbiose aus Rockabilly, Rock ’n’ Roll und Popmusik und es wurden viele eigene Nummern ins Repertoire aufgenommen. Innerhalb weniger Monate gelang es der Band, vom Amateurstatus (Auszeichnung: Hervorragendes Amateurtanzorchester der DDR) zum Profistatus zu wechseln. Tourneen durch die DDR und UdSSR sowie Studioaufnahmen, Fernsehauftritte und Radioshows wechselten sich ab. 1985 verließ Carl-Peter Görs die Band und Micha Herrmann übernahm die Bassgitarre. Es wurden die Saxophonisten Thorsten Tack und ab 1987 Andreas Wieczorek (heute bei Polkaholix) engagiert. Die Musiker spielten unter der Leitung von Hans-Peter Lange (Gitarre) zusätzlich in der Jazzrockband Freedolin.
Die Band wirkte 1987 und 1988 in zwei DEFA-Spielfilmen mit, unter anderem Zwei schräge Vögel (Regie Erwin Stranka).
1988 löste sich die Band auf. Sie traf sich 1990, 1997 und 2003 zu kurzen Reunions. Sybille Strauss wirkte in der East Star Band mit. Hans-Peter Lange ist seit 2003 bei Music&Voice.

## Diskografie

### LPs
- 1987 Alles gebongt (Amiga)
- 1988 Hello Sunshine (Amiga)